# Exhumation de Francisco Franco

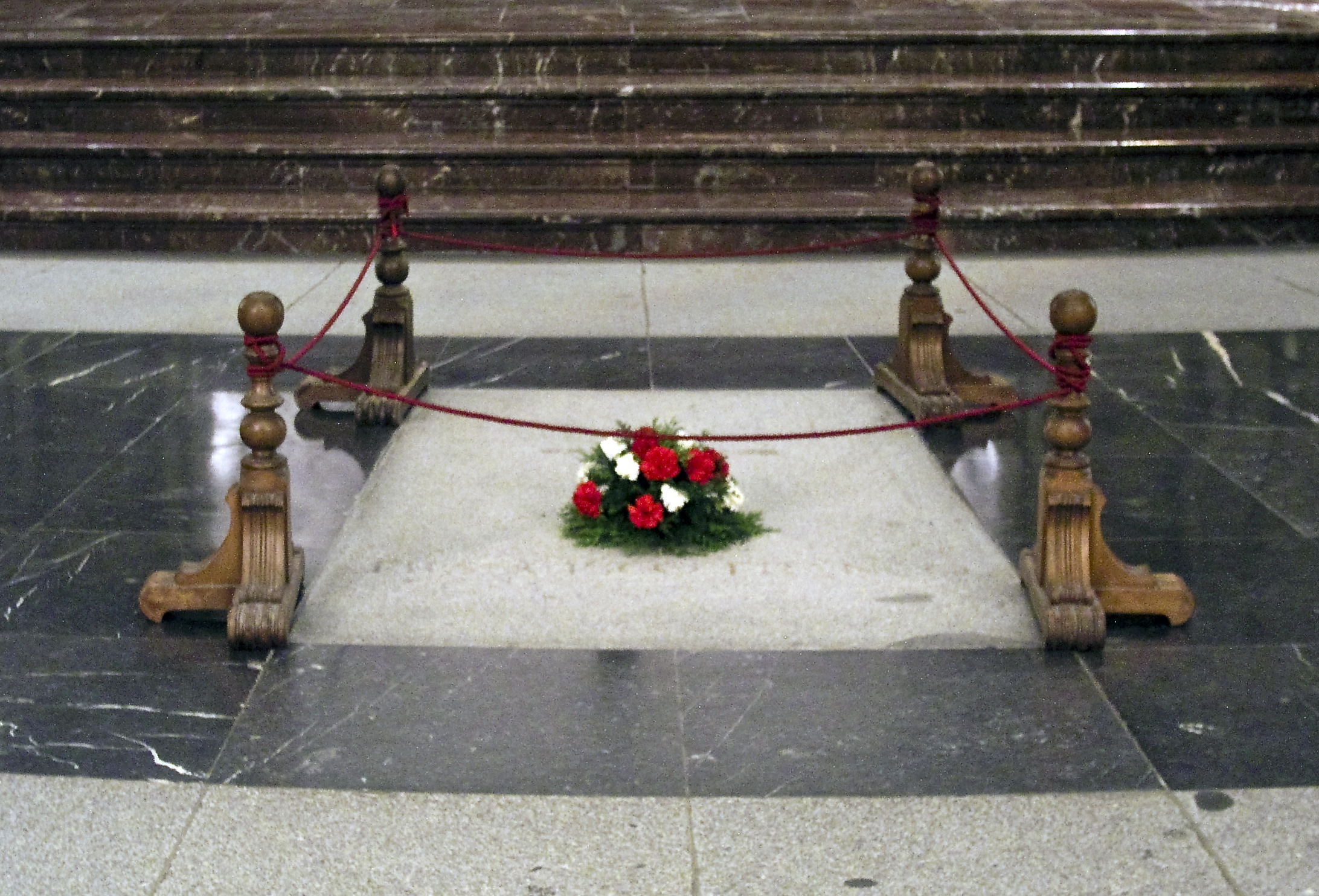
Tombe de Franco à Valle de los Caídos.

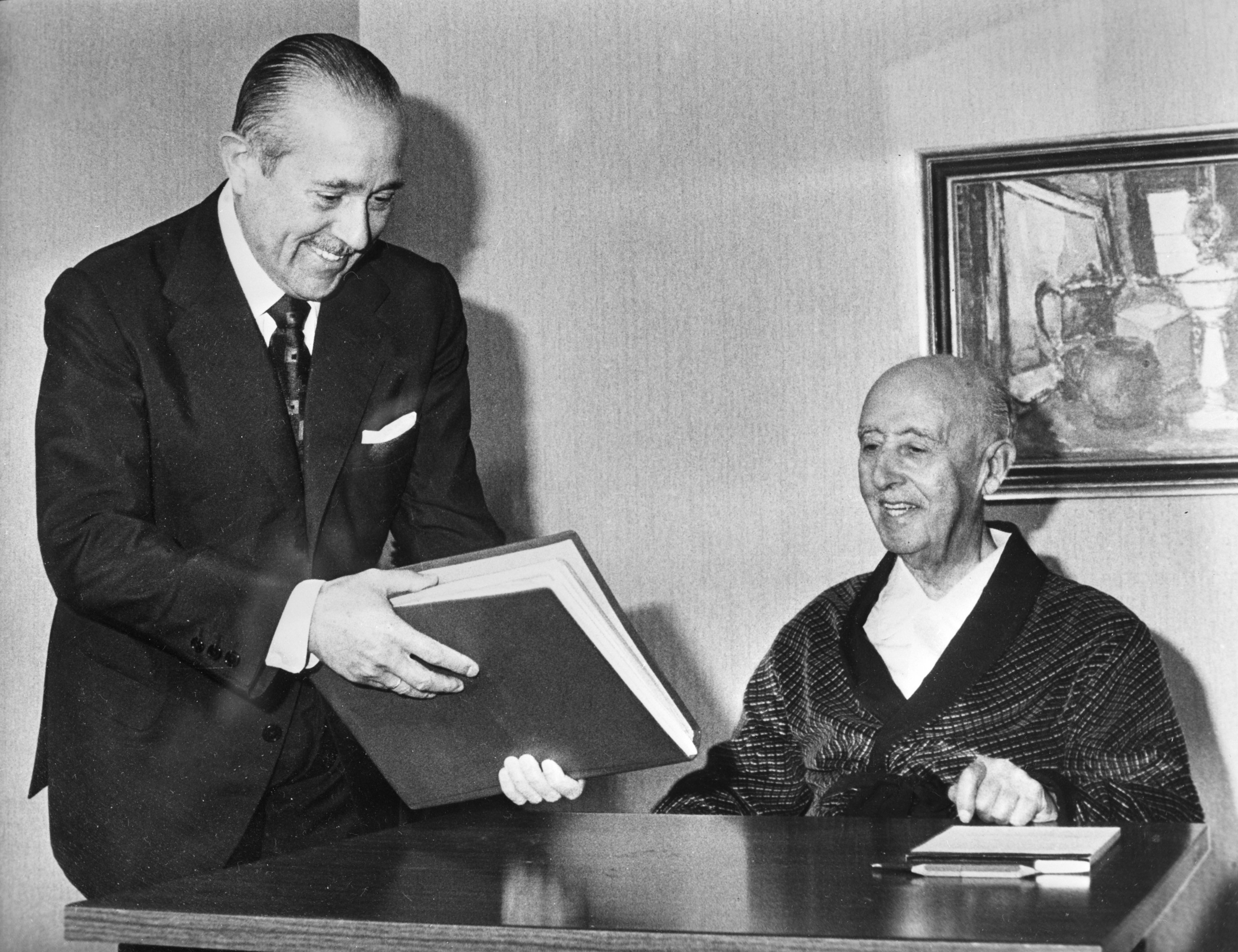
Francisco Franco, à droite, durant sa dernière année de vie avec Carlos Arias Navarro.

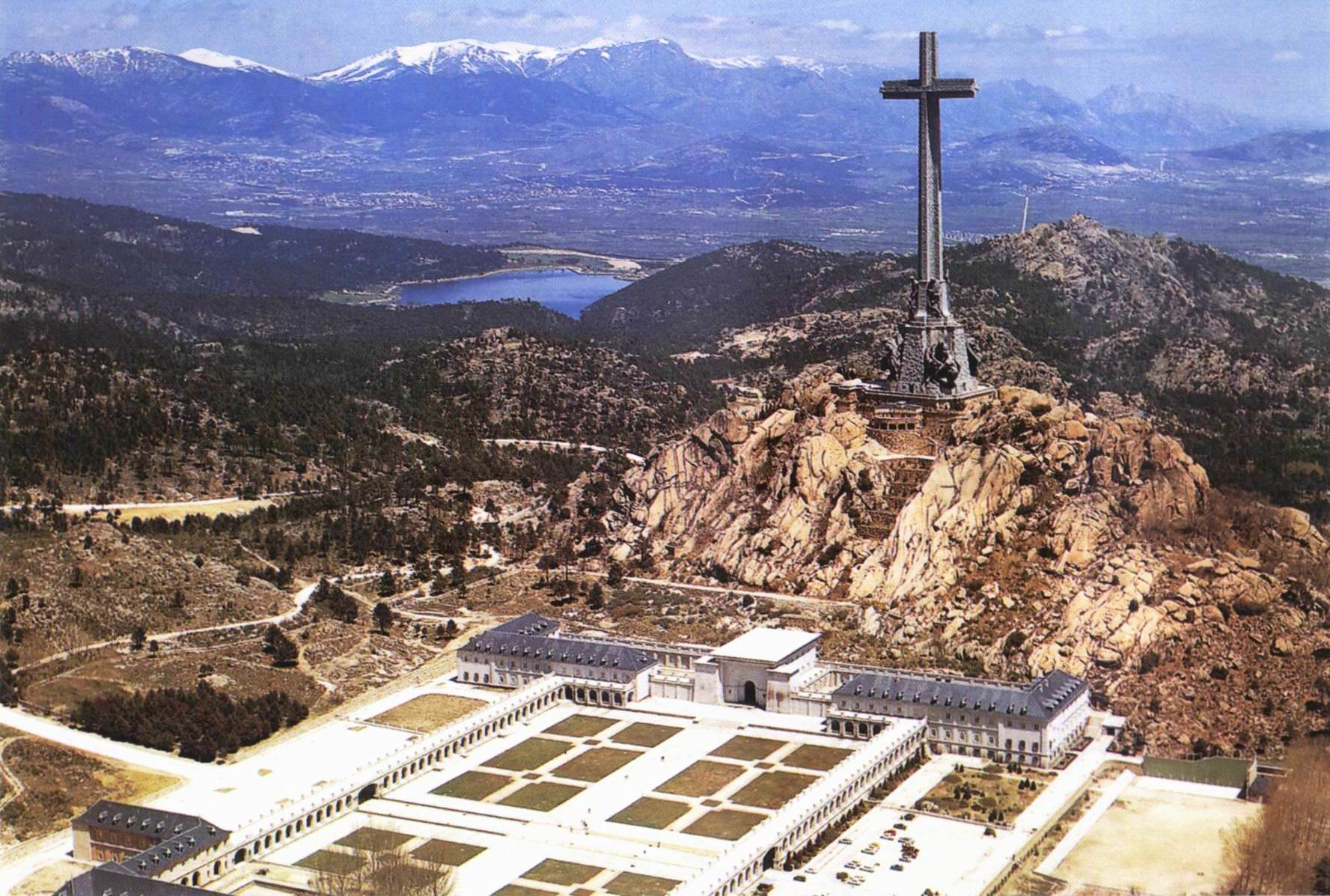
Le Valle de los Caídos, dans la commune de San Lorenzo de El Escorial.

Blason de la Maison de Franco en vigueur jusqu'en 1975, qui a couvert le cercueil de Franco durant son déplacement.

L'exhumation et la relocalisation du corps de Francisco Franco ont été approuvées par le gouvernement de Pedro Sánchez le 15 février 2019. Initialement prévue avant le 1er mars 2019, elle a été retardée en raison d'une suspension préventive par le juge José Yusty Bastarreche,, et plus tard également à titre conservatoire par le Tribunal suprême à l'unanimité. Enfin, le 24 septembre 2019, le Tribunal suprême, rejetant le recours formé par la famille, a entériné l'exhumation de Francisco Franco, ainsi que son enterrement dans le cimetière de Mingorrubio.
Le gouvernement a déterminé que les restes du dictateur devaient être transférés de la Valle de los Caídos au cimetière de Mingorrubio d'El Pardo, après que l'emplacement de la cathédrale de l'Almudena à Madrid, proposé par la famille de Franco, a été rejeté.

## Historique

### Décision politique
En mai 2017, le Congrès des députés vote en faveur du transfert des restes de Franco hors du mausolée du Valle de los Caídos. Le gouvernement de Mariano Rajoy, formé par le Parti populaire qui fut le seul à ne pas voter la résolution, n'est toutefois pas dans l'obligation de l'appliquer.
Après le vote d'une motion de censure contre Mariano Rajoy en juin 2018, le socialiste Pedro Sánchez devient président du gouvernement. Le 25 août 2018, son gouvernement socialiste publie un décret-loi ouvrant la voie à son exhumation et au transfert de sa dépouille au cimetière du Pardo,. Le Parti populaire et Ciudadanos s'opposent en revanche à cette décision.
Le pays est cependant partagé : « d’après les sondages un peu plus de 40 % soutiennent l’exhumation, 38 % la critiquent et 20 % n’en pensent rien ».

### Bataille judiciaire
Le 4 juin 2019, le Tribunal suprême espagnol suspend l'exhumation de la dépouille de Franco, une semaine avant qu'elle ait lieu, estimant qu'il faut attendre l'issue des recours de la famille de Franco pour empêcher le transfert du corps.
Le 24 septembre 2019, le Tribunal suprême rejette le recours de la famille autorisant ainsi l'exhumation de Franco du Valle de los Caídos pour son transfert dans le discret cimetière du Pardo, où est enterrée son épouse. Le 9 octobre 2019, le prieur Santiago Cantera interdit l'accès à la basilique afin d'empêcher le transfert. Le 11 octobre 2019, la numéro deux du gouvernement, la socialiste Carmen Calvo, annonce que, d'ici le 25 octobre, la dépouille de Franco ne sera plus au Valle de los Caídos et que sa famille sera « informée 48 heures à l'avance du jour et de l'heure » de l'opération.
Se basant sur un décret royal ordonnant le règlement sur les honneurs militaires dus notamment aux anciens présidents du gouvernement, la famille demande expressément les honneurs « pour une unité avec drapeau, groupe et musique ». Ils doivent comprendre « un chant de l'hymne national complet, de l'arme présentée et d'une décharge de fusil » ou « des tirs de canon ». La famille demande que le cercueil de Franco « soit recouvert d'un drapeau national lors du transfert et de l'inhumation de sa dépouille » et que soient célébrés un office religieux lors de l'exhumation et une messe lors de la réinhumation. L'exécutif espagnol rejette ces demandes n'autorisant qu'une eucharistie brève et intime sur le lieu de l'inhumation célébrée par Ramón Tejero (fils d'Antonio Tejero).
Saisie en urgence, le 14 octobre, par la Fondation Francisco Franco, la CEDH décide, le 17 octobre, de « ne pas intervenir ».

### Déplacement de la dépouille
Dans la soirée du 17 octobre, on apprend que les permissions ont été suspendues pour la journée du 21 octobre au sein des unités de la Garde civile proches du Valle de los Caídos. Dans l'après-midi du 20 octobre, la communauté bénédictine informe que des machines sont amenées sur le site pour « procéder à la profanation »,. Le 21 octobre, le gouvernement espagnol annonce que le transfert aura lieu le 24 octobre.
L'exhumation commence le 24 octobre avant 11 heures en présence de 22 membres de la famille de Franco et de la ministre de la Justice Dolores Delgado. Le cercueil est sorti de la basilique peu avant 13 heures et porté par 8 membres de la famille, puis placé dans le corbillard au cri de « Vive l'Espagne ». La dépouille est réinhumée après une cérémonie religieuse au cimetière de Mingorrubio. L'hymne de la phalange est chanté par deux cents nostalgiques rassemblés près du cimetière.

## Opposition à l'exhumation

### Partis politiques représentés au parlement
Parmi les groupes politiques les plus en vue, Unidas Podemos a soutenu la décision du gouvernement tandis que Vox, le Parti populaire et Ciudadanos y étaient opposés,.

### Famille et proches du site
La famille de Franco, la Fondation Francisco Franco, la communauté bénédictine et l'association de défense de la Valle de los Caídos ont recouru en vain au Tribunal suprême pour paralyser l'ordre du gouvernement. La famille a fait appel devant la Cour européenne des droits de l'homme. L'abbaye bénédictine qui garde la Valle de los Caídos a également fait appel de cette décision contre le gouvernement, qui attend la réponse de la haute cour. Leur ferme position qu'en cas de mutation, le lieu où le dictateur devait être inhumé se trouve dans la crypte de la cathédrale de la Almudena à Madrid et finalement ils ont demandé que les restes de Francisco Franco ne soient pas utilisés à des fins politiques.
Le gouvernement, par le biais de la délégation du gouvernement à Madrid, a interdit le 24 février les manifestations de la Fondation Francisco Franco et de l'Association pour la revendication des incendies de mémoire historique à Mingorrubio, dont l'interdiction a été levée par la Haute Cour de justice de Madrid le même 24 février. En revanche, le prieur de l'abbaye de Valle de los Caídos a dénoncé le 21 octobre le gouvernement pour avoir empêché le libre accès aux services religieux et la garde civile pour « accès non-autorisé » à un lieu de culte.

### Militants franquistes et phalangistes
D'autre part, des partisans franquistes ont menacé les agents chargés de soulever la dalle et de restaurer le sol, qui ont été contraints de se présenter à la garde civile, et ont également menacé un salon funéraire qui était censé être responsable de l'exhumation.